# Voo Inex-Adria Aviopromet 1308
O voo Inex-Adria Aviopromet 1308 foi um voo de um DC-9-81 da empresa iugoslava Inex-Adria Aviopromet, que caiu na manhã de 1 de dezembro de 1981 contra o Monte San Petru, na Córsega, matando todos os seus 180 ocupantes.
Foi o acidente aéreo com mais mortes em 1981, bem como o primeiro e pior acidente fatal envolvendo uma aeronave da família MD-80.

## Histórico do voo
O DC-9-81, prefixado YU-ANA, operando um voo não programado, partiu do aeroporto de Liubliana no dia 1 dezembro e estava programado para pousar em Ajaccio. Ao sobrevoar a Córsega, a aeronave voou para o Monte San Petru às 08h53min no horário local (07h53min UTC) e caiu violentamente, deixando os ocupantes sem chance de sobrevivência.

## Balanço do acidente
Este acidente aéreo é o maior que já ocorreu na Córsega e o segundo em termos de vítimas em território francês depois do voo Turkish Airlines 981 (346 mortos).

## Pessoas a bordo
Havia 173 passageiros e sete tripulantes. Entre os passageiros, 130 turistas eslovenos, mas também 43 pessoas pertencentes ao pessoal da empresa e à agência que fretou o avião ou fez parte de sua família. Assim, o relatório oficial menciona entre os passageiros um marítimo da empresa que viajava como passageiro único, mas também o filho do co-piloto que chegou a entrar na cabine alguns momentos antes do desastre. O avião estava cheio.